# FK Bäiterek
FK Bäiterek (kasachisch: Бәйтерек Футбол Клубы (Bäiterek Futbol Kluby)) ist ein kasachischer Fußballverein aus Astana und spielt in der Astana Arena. Der Club ist ein Sportprojekt, das durch kasachische Absolventen der brasilianischen Fußballakademie des Olé Brasil FC entstand.

## Geschichte
2009 kamen einigen Fußballern die Idee einen eigenen Verein zu gründen, wozu es im Jahr 2012 kam. Der Verein dient hauptsächlich als Talentschmiede und Ausbildungsverein für junge Spieler. Der FK Bäiterek spielt aktuell in der Ersten Liga, der zweithöchsten Liga Kasachstans.